# Theudoria nigrolineata
Theudoria nigrolineata är en insektsart som beskrevs av Brunner von Wattenwyl 1891. Theudoria nigrolineata ingår i släktet Theudoria och familjen vårtbitare. Inga underarter finns listade i Catalogue of Life.